# Dâu tây xạ

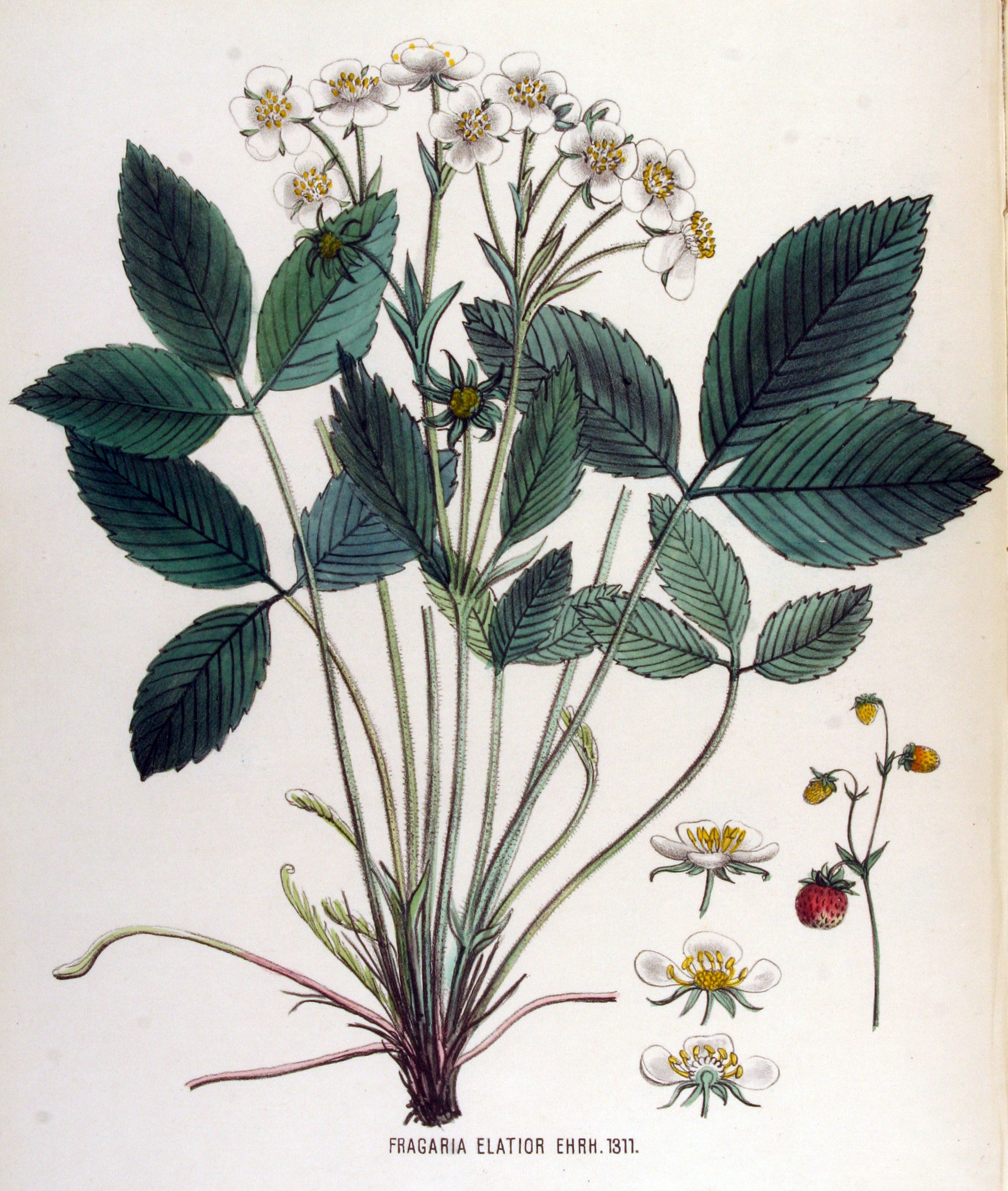
Mô tả một cây dâu xạ

Dâu tây xạ (tên khoa học: Fragaria moschata; tên đồng nghĩa: Fragaria muricata, Fragaria elatior) là một loài dâu tây hoang dã được tìm thấy chủ yếu ở các cánh rừng Trung Âu. F. moschata còn được gọi là hautbois (tiếng Pháp), hautboy (tiếng Anh), moschuserdbeere (tiếng Đức). Loài này được đặt tên bởi nhà thực vật học người Pháp Antoine Nicolas Duchesne.
Gọi là "dâu xạ hương" bởi vì nó có một mùi hương khá đặc trưng và tỏa đi xa hơn những loài dâu khác.

## Mô tả
Dâu xạ F. moschata là cây thân thảo lâu năm, cao khoảng 50 cm, có thể chịu được sương giá và ưa đất ẩm. F. moschata có thể phát triển trong vùng bóng râm, hoặc không có ánh mặt trời, tuy nhiên số lượng trái của nó sẽ giảm đi. F. moschata thường mọc xen lẫn trong những bụi cây quả mọng khác hoặc trong các đám cỏ.
F. moschata có lá kép với 3 lá chét, phủ lông tơ, có răng cưa dọc hai bên mép. Hoa lưỡng tính, 5 cánh màu trắng, đường kính từ 5 đến 10 mm. Hoa nở vào khoảng tháng 4 - 6, trái chín khoảng 1 - 2 tháng sau. Quả nhỏ, có màu đỏ nâu hoặc hồng tím, cùi thịt màu trắng, vị rất ngọt và mọng nước. Nhiều người cho rằng, dâu xạ có mùi vị hỗn hợp giữa các quả dâu tây thường, mâm xôi và dứa. Quả chín đôi khi được dùng để tạo hương thơm cho các căn phòng.
Số lượng nhiễm sắc thể của F. moschata thường là 42, nhưng cũng có khi là 28, 35 hoặc 36.

## Các giống
Dâu tây xạ đã được trồng ở một số quốc gia của châu Âu từ khá lâu. Giống dâu xạ đầu tiên có tên là Le Chapiron (1576). Đến năm 1591 thì đổi tên thành Chapiton, sau đó là Capiton. Năm 1762, giống dâu này được gọi là Capron bởi Quintinye, người làm vườn của vua Louis XIV. Vào đầu thế kỷ XIX, dâu tây xạ là loại dâu được trồng phổ biến nhất ở Đức.
Các giống: Capron royal, Askungen (Truedsson), Marie Charlotte (Hans), Bauwens, Fragaria moschata Capron, Profumata di Tortona, Siegerland, Cotta.

## Hình ảnh
- Hoa
- Lá
- Một bụi dâu xạ